# Gamasellus yosiianus
Gamasellus yosiianus är en spindeldjursart som beskrevs av Ishikawa 1999. Gamasellus yosiianus ingår i släktet Gamasellus och familjen Ologamasidae. Inga underarter finns listade i Catalogue of Life.